# Rio Hăuzeşti
O Rio Hăuzeşti é um rio da Romênia, afluente do Gladna, localizado no distrito de Timiş.